# Franz Neumann (politiker)

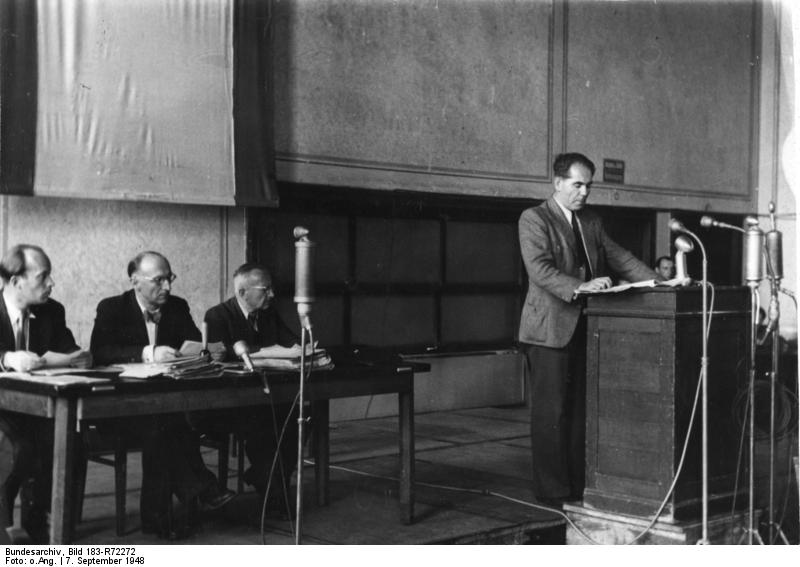
Franz Neumann talar i Berlin 1948.

Franz Neumann, född 1904 i Berlin, död 1974 i Berlin, var en tysk politiker som var ledamot av förbundsdagen och ordförande för SPD i Berlin.
Neumann växte upp i stadsdelen Friedrichshain i Berlin under enkla förhållanden i en arbetarfamilj. Han engagerade sig fackligt och utbildade sig på Heimvolkshochschule Tinz och Deutsche Hochschule für Politik i Berlin. 1920 gick han med i SPD. Han arbetade som metallarbetare. Efter nazisternas maktövertagande ställdes han inför rätta för sitt engagemang i SPD och för att ha informerat om förhållandena i koncentrationslägret i Oranienburg.
Neumann var ordförande för SPD i Berlin 1946-1958.